# Халькантит
Хальканти́т (др.-греч. χαλκός — медь и др.-греч. ἄνθος — цветок) — минерал, пятиводный сульфат меди состава CuSO4∙5H2O. Природный материал обычно бывает с примесью мелантерита. Синоним — цианозит. Впервые описание минерала сделал немецкий минералог Ф. фон Кобелл в 1853 году по материалам образцов, найденных на месторождении Чукикамата в Чили.

## Свойства
Твёрдость по шкале Мооса 2,5. Удельный вес 2,2—2,3. Цвет зеленовато-голубой до синего. Полупрозрачен до прозрачного. Хрупкий. Хорошо растворяется в воде.

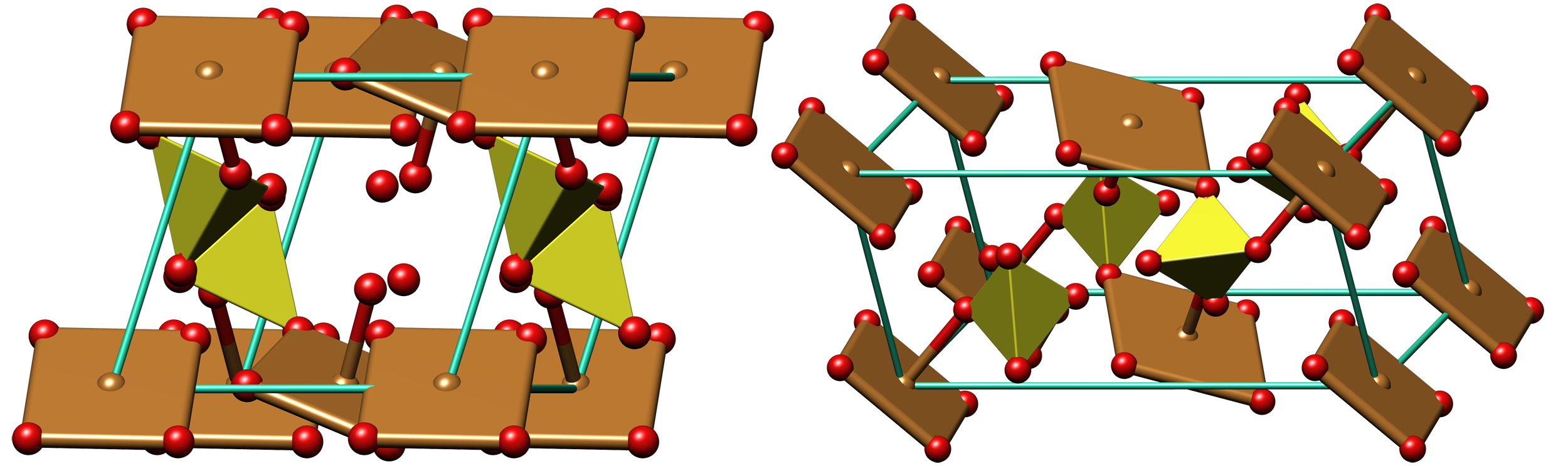
Кристаллическая структура халькантита

Узнаётся по небесно-голубому цвету и лёгкой растворимости в воде, но для более точной диагностики требуется проведение химического анализа. При нагревании постепенно теряет воду, переходит сначала в трёхводный сульфат, а затем в одноводный; при этом становится белым и непрозрачным. При погружении в раствор халькантита железной иглы на ней выделяется металлическая медь.

## Происхождение и месторождения
Халькантит образуется в гипергенных условиях в зонах окисления медно-сульфидных месторождений в странах с сухим климатом. Встречается в виде кристаллов, кристаллических корочек, натёчных масс, сталактитов, примазок, псевдоморфоз. Найден в ряде медных месторождений: Медно-Рудянском (у Нижнего Тагила), Турьинских рудниках (Северный Урал), Кедабекском (Закавказье). В больших массах крайне редок.

## Практическое значение

Мышь, замещённая минералами атакамит и халькантит (кристаллы). Минералогический музей им. А. Е. Ферсмана РАН, Москва

Искусственно приготовляемый аналог халькантита, (медный купорос), используется для борьбы с вредителями виноградников, для уничтожения садовых и огородных вредителей и грибков, для борьбы с плесенью, для пропитки древесины, его применяют в металлургии, медицине, медный купорос входит в состав красок. Школьная программа изучения химии включает в себя интересные опыты с участием медного купороса, именно с этим веществом начинают свои опыты по выращиванию кристаллов юные химики.
Наличие этого минерала в грунтовых водах указывает на присутствие в недрах сульфидных медных руд и может служить поисковым признаком. Если рудничные воды богаты растворённым сульфатом меди — они могут служить источником добычи металлической меди. С этой целью меденосные грунтовые воды пропускают через специальные бассейны, в которых происходит осаждение меди на железной стружке.